# Christian Schneider (Musiker)
Christian Schneider (* 23. Dezember 1962 in Frankfurt am Main) ist ein deutscher Musiker, Arrangeur, Komponist und Musikproduzent.

## Wirken
Christian Schneider beherrscht mehrere Instrumente und ist damit Multi-Instrumentalist. Diese Fähigkeit brachte ihm bereits in frühen Jahren Kontakte zu namhaften deutschen Jazz- und Rockstars ein. Neben seinem Hauptinstrument Saxophon beherrscht Schneider Gitarre, Keyboard, Percussion, Violine und eine ganze Reihe exotischer Blasinstrumente. Einem breiteren Publikum wurde er bekannt, als er 1986 die Kölner Rockgruppe BAP auf ihrer Tournee an den Keyboards begleitete und bei einigen Stücken Saxophon spielte.
Schneider war von 1982 bis 1992 unter anderem als Musiker, Arrangeur und Co-Produzent in der Band von Marius Müller-Westernhagen tätig. 1986 war er als Gastmusiker am E.L.O.-Album „Balance Of Power“ beteiligt.
1986 trat er unentgeltlich beim Anti-WAAhnsinns-Festival gegen die geplante Wiederaufarbeitungsanlage Wackersdorf auf die Bühne.
In den 1980er bis 1990er Jahren war Schneider nach seinem Studium am Bostoner Berklee College of Music einer der angesagtesten und gefragtesten Studiomusiker der Frankfurter Szene und ist auf über 450 nationalen und internationalen Produktionen als Saxophonist, Arrangeur und Keyboarder zu hören.
Schneider arbeitete als Studio- und Livemusiker, Arrangeur und Komponist unter anderem mit Frank Farian, Andreas Vollenweider, Wim Wenders, Mike Figgis, Rio Reiser, Jeff Lynne, Edo Zanki, Stephan Remmler, Wolfgang Niedecken, B.B. King, Alphonse Mouzon, Randy Brecker, Albert Mangelsdorff, Huey Lewis, Michael Kamen, Diamanda Galas, Randy Crawford, Kurtis Blow, Grandmaster Flash, Pat Benatar, George Harrison, Marius Müller-Westernhagen und anderen nationalen und internationalen Künstlern.
Seit 1999 ist Schneider als Komponist und Produzent im eigenen Tonstudio in Frankfurt am Main hauptsächlich für Kompositionen, Arrangements und Sounddesign im Werbemusik- und Filmbereich tätig. Unter dem Pseudonym „Chris Beat“ hatte Schneider mit dem Projekt „XXL-The Jazz Project“ als Produzent und Arrangeur in Japan mehrere Top-Ten-Hits. Schneider ist ordentliches Mitglied der GEMA, Mitglied im Composers Club e.V und im Art Directors Club Deutschland (ADC).

## Auszeichnungen
Mehrfache Gold-, Platin- und Doppelplatinauszeichnungen der Phonoindustrie, Emmy Award, EFFIE, Cresta Award, Animago Award, Clio Award, Cannes Festival, Art Directors Club, Epica Award, Moebius Award